# Luochuan Zhen
Luochuan Zhen (kinesiska: 罗川, 罗川镇) är en köping i Kina. Den ligger i provinsen Yunnan, i den sydvästra delen av landet, omkring 82 kilometer väster om provinshuvudstaden Kunming.
Genomsnittlig årsnederbörd är 937 millimeter. Den regnigaste månaden är augusti, med i genomsnitt 189 mm nederbörd, och den torraste är februari, med 10 mm nederbörd.